# Европейское объединение с экономической целью
Европейское объединение с экономической целью (EEIG) — первая наднациональная организационно-правовая форма, учреждённая в Европейском союзе (ЕС). Создание EEIG предусмотрено Регламентом Совета Европейского союза № 2137/85 от 25 июля 1985 года. Регламент разработан с целью облегчения совместного предпринимательства для компаний различных стран или образования консорциумов для участия в программах Европейского союза.
Деятельность объединения должна носить вспомогательный характер по отношению к деятельности его членов. Так же как и в товариществе, прибыли и убытки распределяются между членами. Таким образом, хотя объединение ответственно за НДС и социальные выплаты, она не облагается налогом на прибыль. Объединение несёт неограниченную ответственность.
Прообразом EEIG были существовавшие во Франции с 1967 года объединения с общей экономической целью (фр. groupement d´intérêt économique, G.i.e.). Деятельность объединений была направлена на содействие экономической деятельности членов путём проведения согласованной политики и концентрации ресурсов на наиболее перспективных направлениях.
EEIG не является коммерческой организацией, её деятельность лишь сопутствует деятельности его участников, и не может выходить за её пределы. EEIG не имеет уставного капитала и финансируется только участниками, которые несут неограниченную солидарную ответственность. Выбывший участник продолжает отвечать по долгам объединения в течение пяти лет с момента прекращения членства.
Вопрос о признании за EEIG статуса юридического лица оставлен на усмотрение государств-членов. EEIG признаётся юридическим лицом во всех странах ЕС, кроме ФРГ и Италии, что связано с особенностями национального законодательства указанных стран.
Объединение выплачивает НДС и социальные налоги, однако не облагается налогом на прибыль.
В настоящее время существует несколько тысяч объединений, деятельность которых распространяется на различные области экономики, начиная с сельскохозяйственного маркетинга, правового консультирования, научных исследований и кончая обслуживанием мотороллеров и разведением кошек. Одним из самых известных объединений является франко-германский телевизионный канал ARTE.